# UDig
uDig은 자바로 만들어진 이클립스 플랫폼 기반의 오픈 소스(EPL, BSD) 데스크톱 GIS 프로그램으로 2004년 리프랙션스 리서치(Refractions Research)에 의해 시작되었다.
uDig은 Desktop 환경에서 데이터 접근, 편집, 시각화를 위한 완전한 Java 솔루션을 제공한다.
- User friendly: GIS 사용자에게 친숙한 그래픽 환경을 제공
- Desktop located: 윈도우, Mac OS X, 리눅스 등의 플랫폼에서 Thick client로 운영
- Internet oriented: OGC standard (WMS, WFS, WCS, KML) 및 사실상 표준(GeoRSS, Tiles)의 지리공간 웹 서비스를 사용
- GIS ready: 복잡한 분석 기능을 가진 프레임워크 제공

uDig은 다음의 방법으로 확장이 가능하다.
- Stand-alone 응용 프로그램으로 사용
- RCP 플러그 인으로 확장
- 타 RCP 응용 프로그램의 플러그 인으로도 사용